# Sports Champions
Sports Champions – sportowa gra na konsolę PlayStation 3 wydana 17 września 2010 roku przez Sony Computer Entertainment. Do obsługi gry potrzebny jest kontroler ruchu Sony – PlayStation Move. Po dwóch latach doczekała się kontynuacji.

## Dyscypliny sportowe
Dyscypliny sportowe udostępnione w grze:
- Disc Golf (Gra podobna do golfa[2])
- Gladiator Duels (Pojedynek gladiatorów)
- Beach Volleyball (Siatkówka plażowa)
- Archery (Strzelanie z łuku)
- Table Tennis (Tenis stołowy)
- Bocce

## Dodatki
W październiku 2010 roku w Stanach Zjednoczonych wydano dodatek DLC, który zawiera nowe ubrania (w ciemnej kolorystyce) dla postaci.